# 島原城

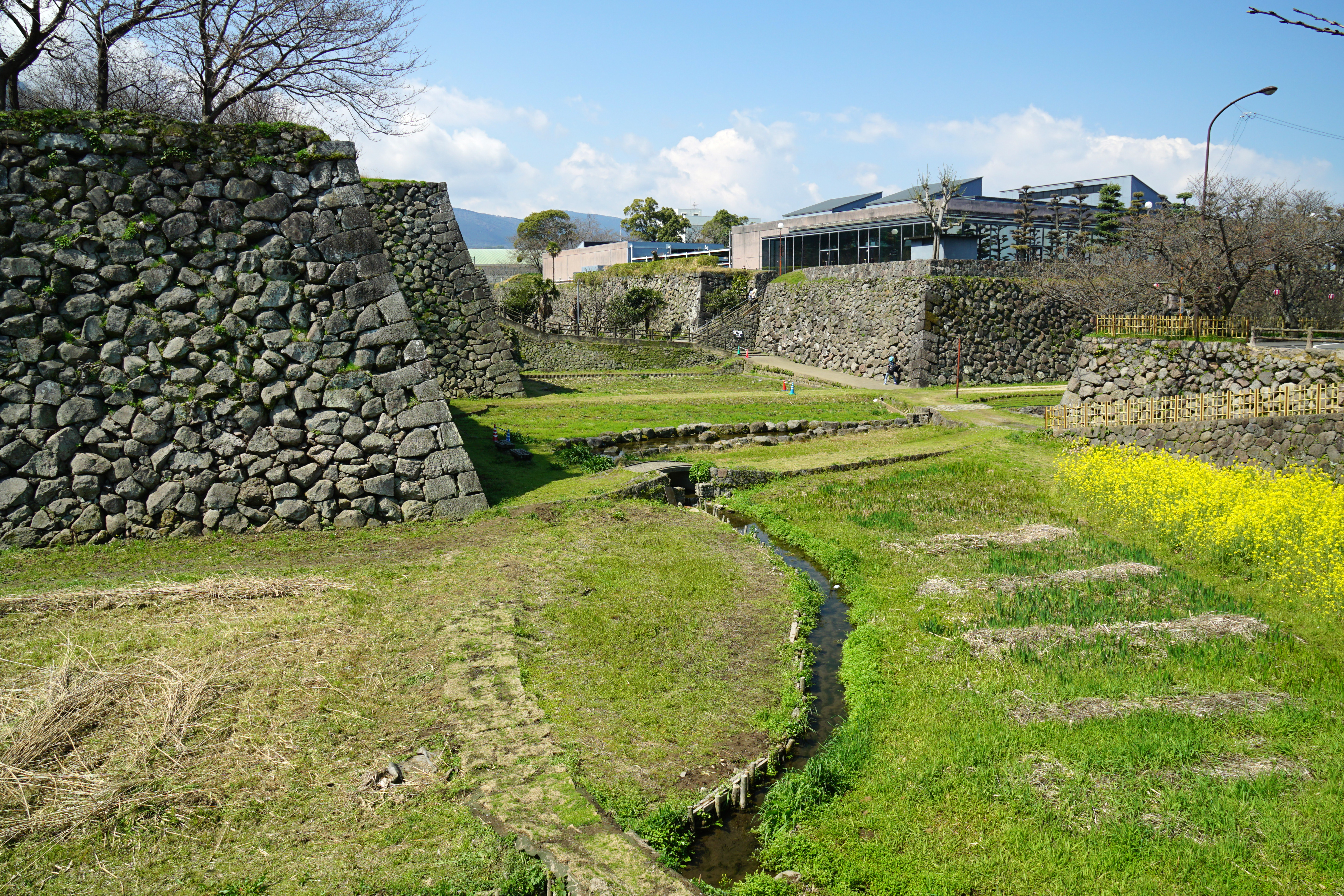
本丸(左)と二の丸(右)

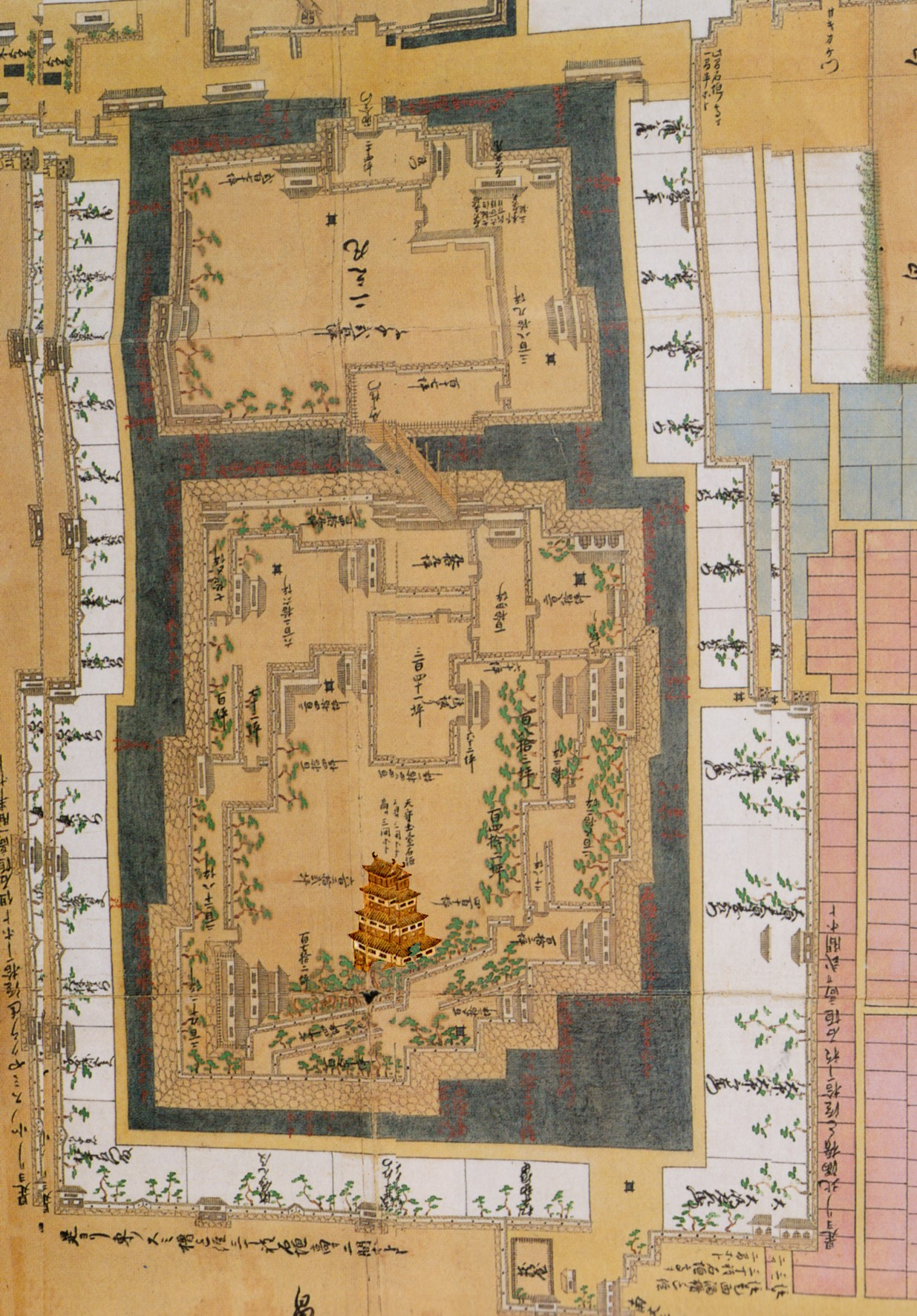
古絵図

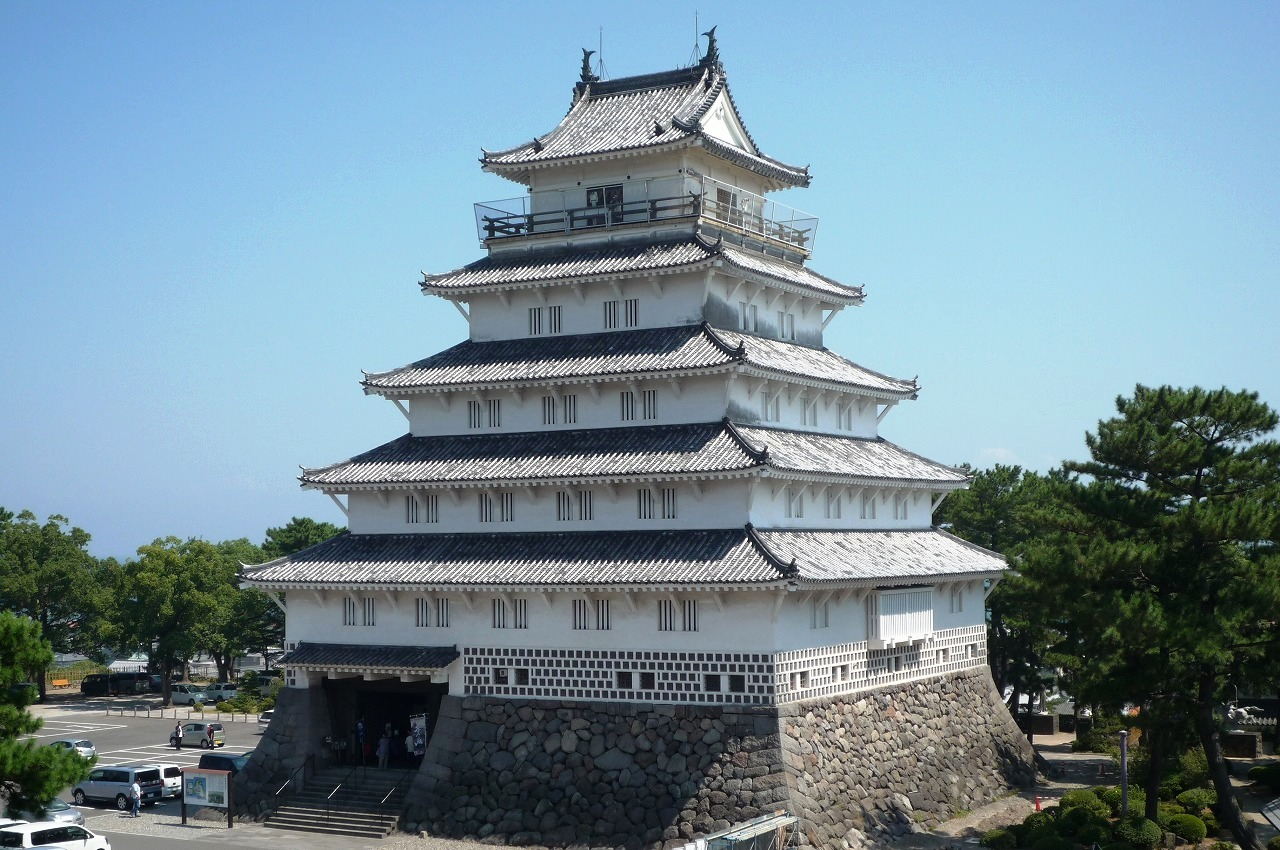
復興天守

島原城（しまばらじょう）は、長崎県島原市城内にあった日本の城。別名は「森岳城」や「高来城」。城跡は国の史跡に指定されている。

## 概要

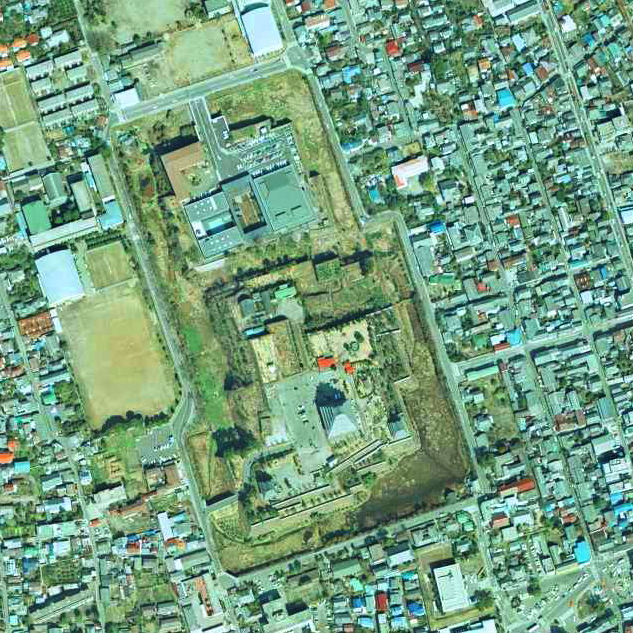
島原城の空中写真。1975年。

有明海に臨み、雲仙岳の麓に位置する。城郭の形式はほぼ長方形の連郭式平城で、高く頑丈な石垣が特徴である。本丸は周りを水堀で囲まれており、二の丸と廊下橋形式の木橋一本で繋がれている。橋を壊せば本丸を独立させることが出来るが、逆に袋の鼠状態になり、しかも廊下橋は防備上、矢玉が当たりにくくなるので、縄張の欠陥とも言える。同じ事例に、高松城の天守曲輪（本丸）がある。また、天守は破風を持たない独立式層塔型5重5階（初重の屋根を庇として4重5階とも）で最上階の廻縁高欄を後に戸板で囲ったため「唐造り」のようになっていた。
江戸時代は島原藩の政庁であり藩主の居所であった。成立当時の領主である松倉氏の知行は4万石であったが、総石垣で天守と櫓49棟を建て並べた。火山灰や溶岩流でなる地盤での普請工事は困難であったとされ、続く松倉勝家の代に領民の一揆を引き起こす一因となった。
明治以降は廃城処分となり建物などは撤去され、現在は本丸に天守・櫓・長塀が復興され、また、天守閣を資料館にして、各毎階に「キリシタン史料」「郷土史料」「民俗史料」違う歴史と資料を展示している。
石垣と堀は江戸時代から残っている。堀では1950年代まで農家が栽培していたレンコンが根付いており、秋にレンコン掘り大会が開かれていたが、コロナウイルス感染対策により、現在は開催されていない。

### 伝承
元々今村（今の島原市新山）に島原城を築こうとした松倉だったが、『島原大変記』の「仏神のお告げ」のエピソードによると、夢に「今村より北に森丘という山がある。そこは将来繁栄する城地である」と告げられ、今の島原城となったのである。また、この決定により島原大変では島原城自体の被害がほとんどなく、『島原大変記』では大きく評価された。

## 歴史・沿革

### 江戸時代
- 1616年（元和2年） - 有馬直純が日向国延岡藩に転封になり、代わって大阪の陣での戦功により、松倉重政が有馬氏の居城であった日野江城に入城する。
- 1618年（元和4年） - 有馬の政治を一新及び幕府の命よりキリシタンの取り締まりのため島原城の築城を開始し、７年後に完成。
- 1637年～1638年（寛永14年～15年） - 初代重政、2代勝家の圧政により島原の乱が起こる。勝家は領内を騒乱に導いた責により斬首。松倉氏は改易となる。
- 1638年（寛永15年） - 高力忠房が4万石で入封。以後、譜代大名が4家入れ替わる。

### 近現代
- 1871年（明治4年） - 廃藩置県により、島原県となる。この時の藩主は松平（深溝）家であった。
- 1874年（明治7年） - 廃城令により、廃城処分となり土地建物などが民間に払い下げとなる。
- 1876年（明治9年） - 天守以下建造物が破却される。本丸は畑地となり、三の丸には島原中学（現・島原高校）など学校が建ち並んだ。
- 1960年（昭和35年） - 西櫓復元。
- 1964年（昭和39年） - 天守復元。キリシタン資料・藩政時代の資料を展示する歴史資料館となっている。
- 1972年（昭和47年） - 巽櫓復元。巽櫓は地元出身の彫刻家・北村西望の作品を展示する西望記念館となっている。
- 1980年（昭和55年） - 丑寅櫓、長塀復元。
- 1996年（平成8年） - 雲仙普賢岳噴火災害を伝える「観光復興記念館」開館。
- 2006年（平成18年）4月6日 - 日本100名城（91番）に選定された。
- 2016年（平成28年）2月18日 - 城跡が長崎県指定史跡に指定[5]。
- 2021年（令和3年）3月 - 『長崎県指定史跡島原城跡保存活用計画』を策定
- 2024年（令和6年）島原城築城400年を迎える。
- 2025年（令和7年）3月10日 - 城跡が国の史跡に指定。

## 遺構

### 建物
城内に再移築された建造物として、御馬見所（おんうまみしょ）がある。また、搦手門であった諫早門の門扉が城内の民具資料館丑寅櫓の中で展示されている。この他、雲仙市小浜町の歴史資料館に二の丸御門が、市内本光寺町の本光寺常盤歴史資料館に三の丸にあった御茶屋常磐御殿が、それぞれ移築され現存する。

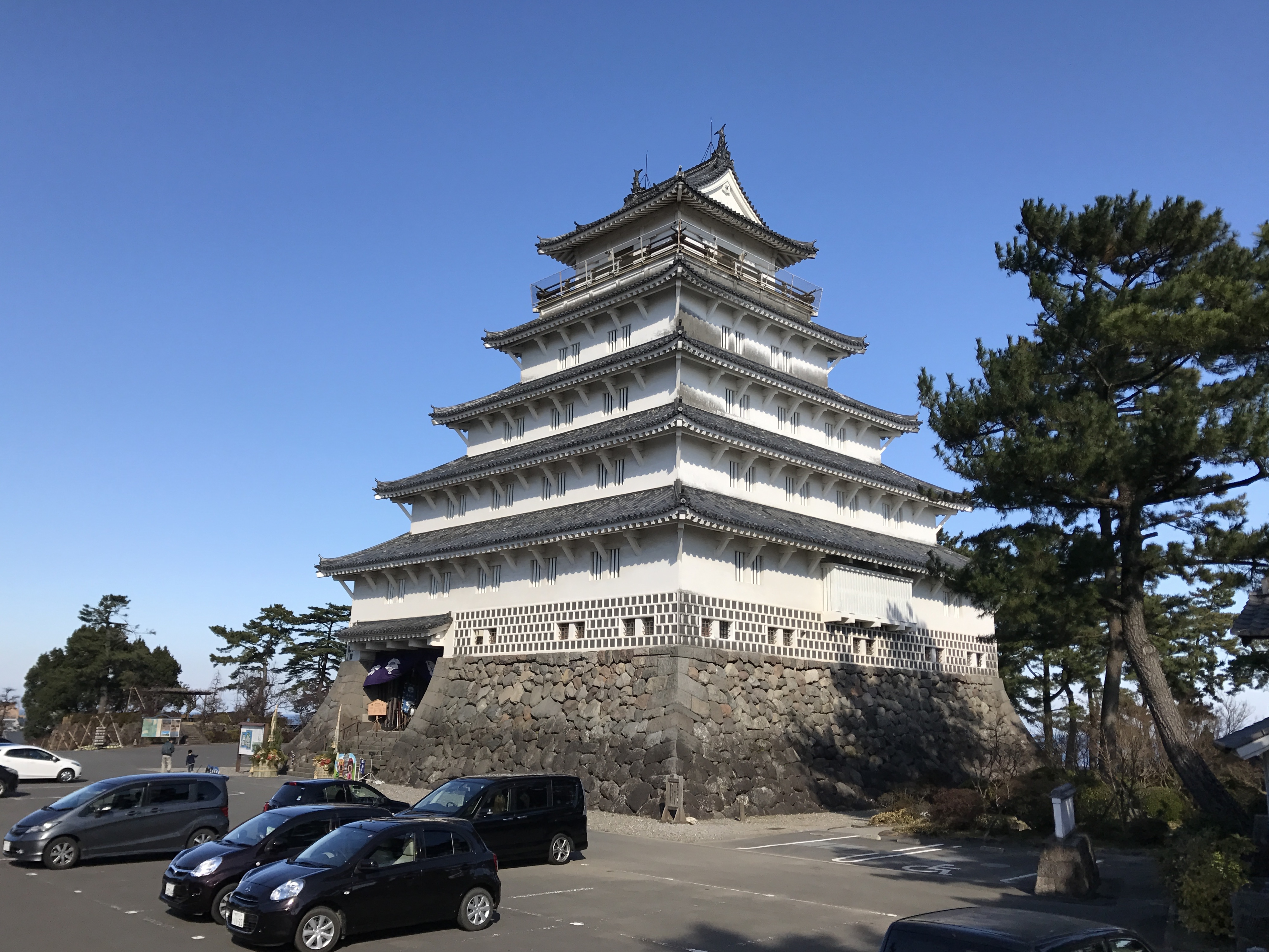
天守。2017年1月
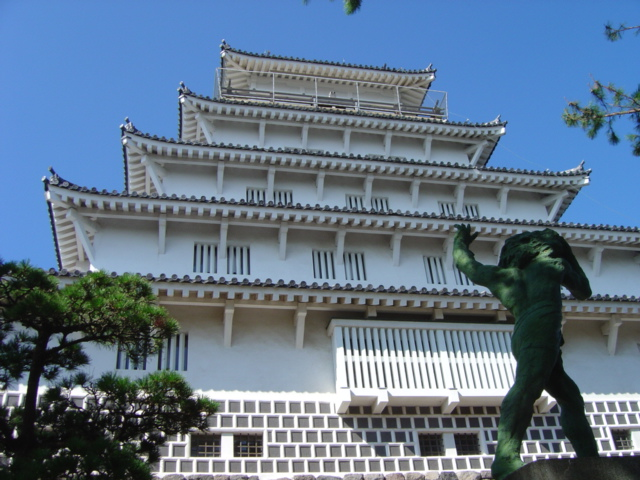
秋晴れと天守。2004年9月
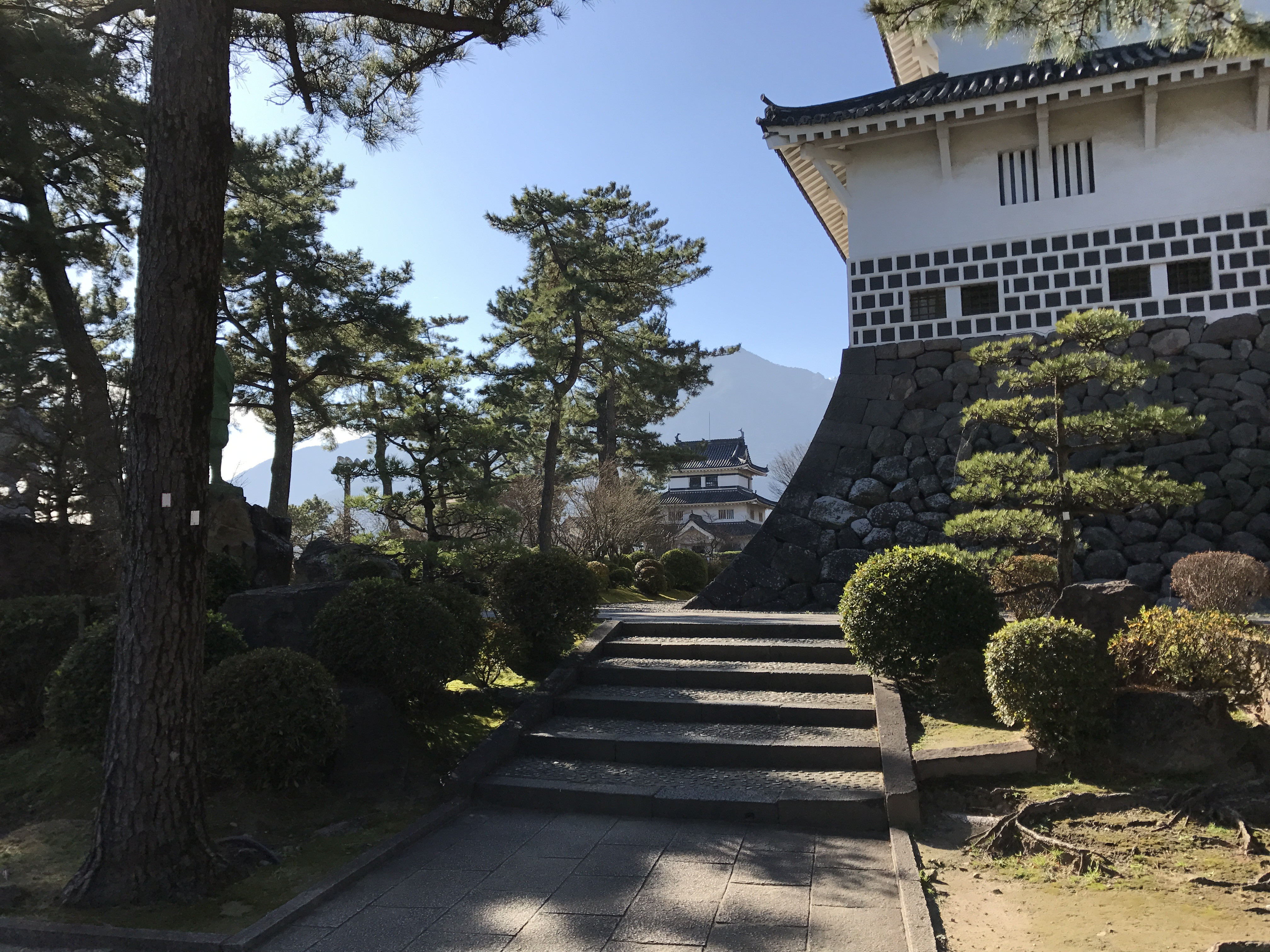
雲仙方面を臨む。2017年1月
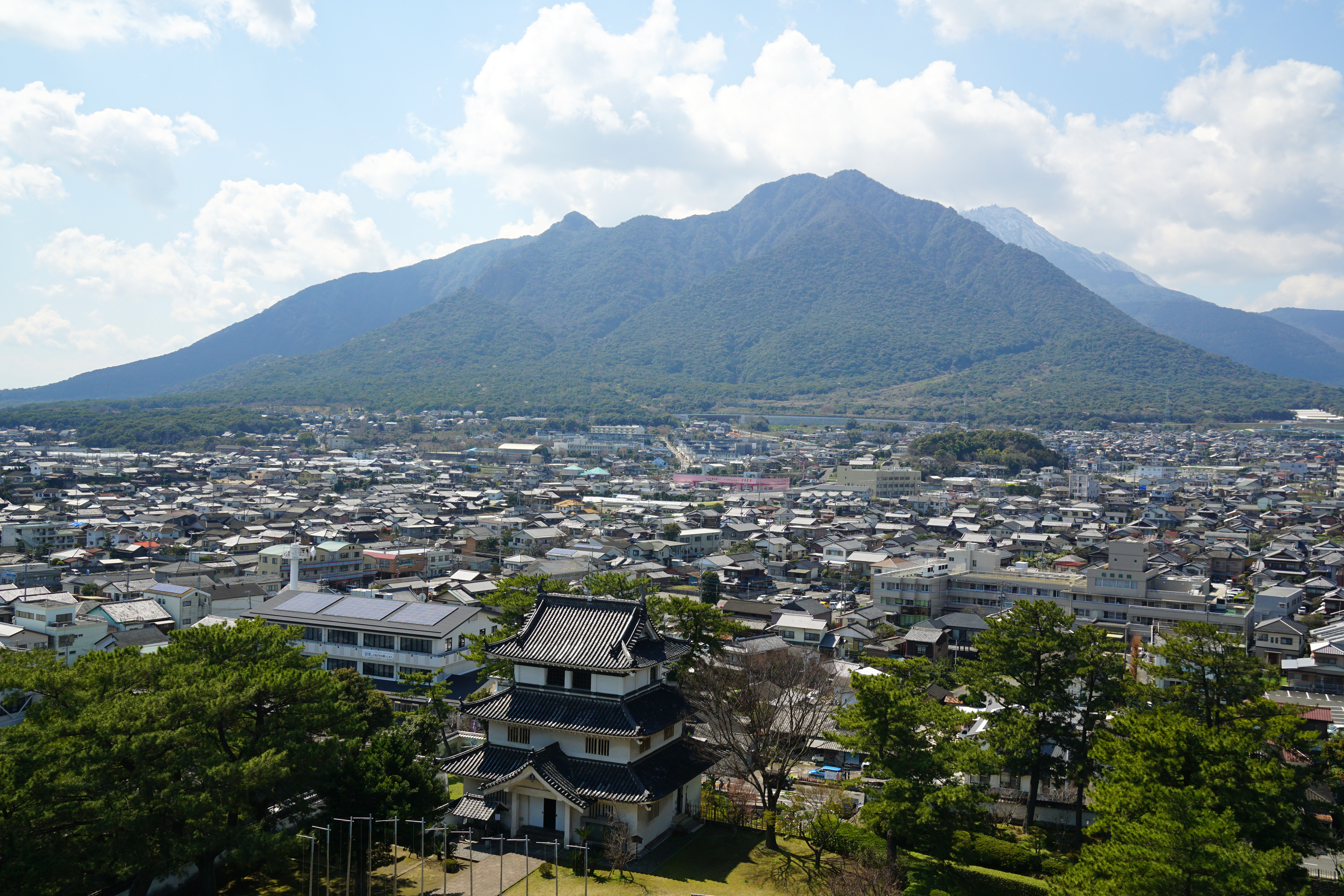
天守より西・雲仙方面を臨む。2014年3月
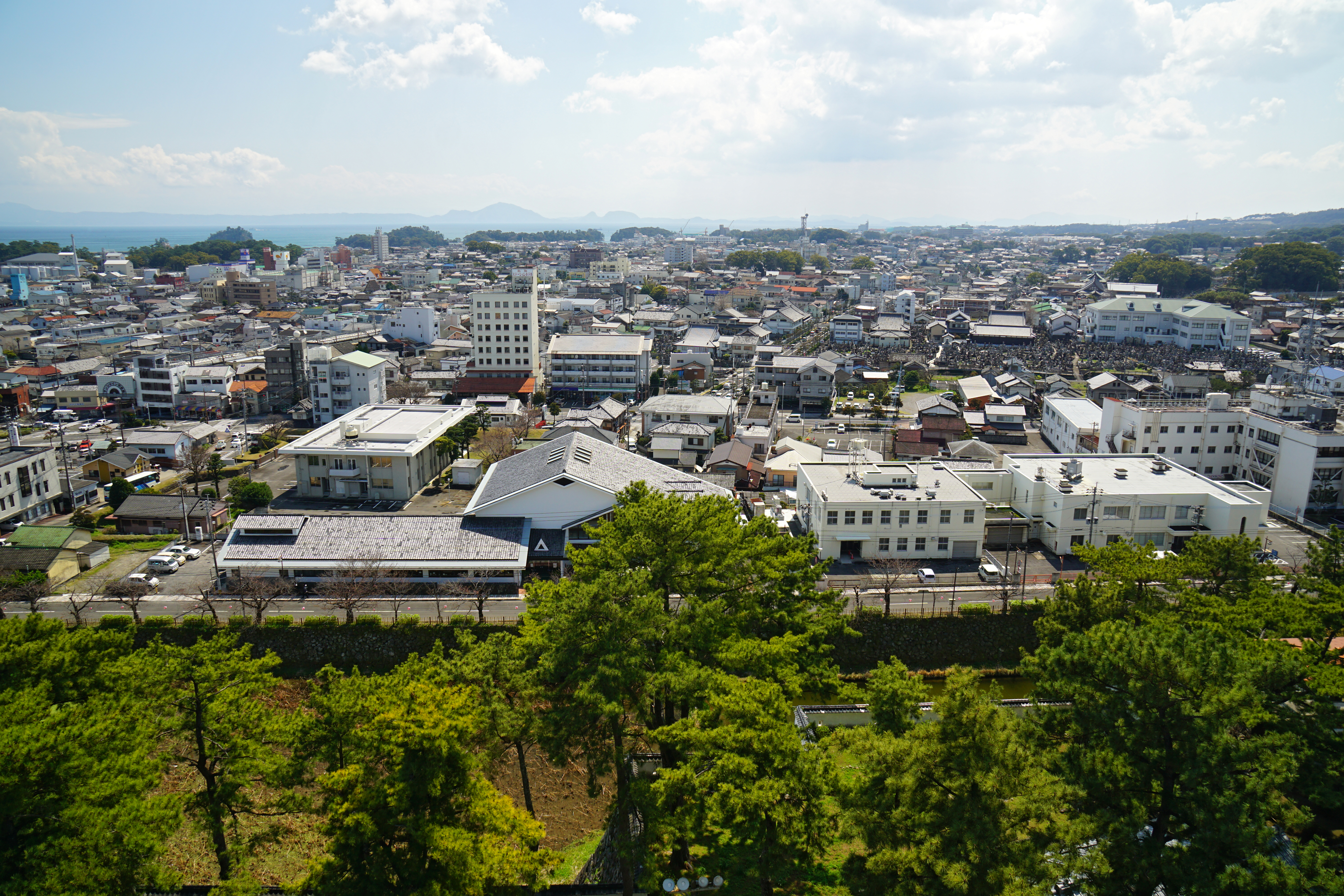
天守より東南・天草方面を臨む。2014年3月
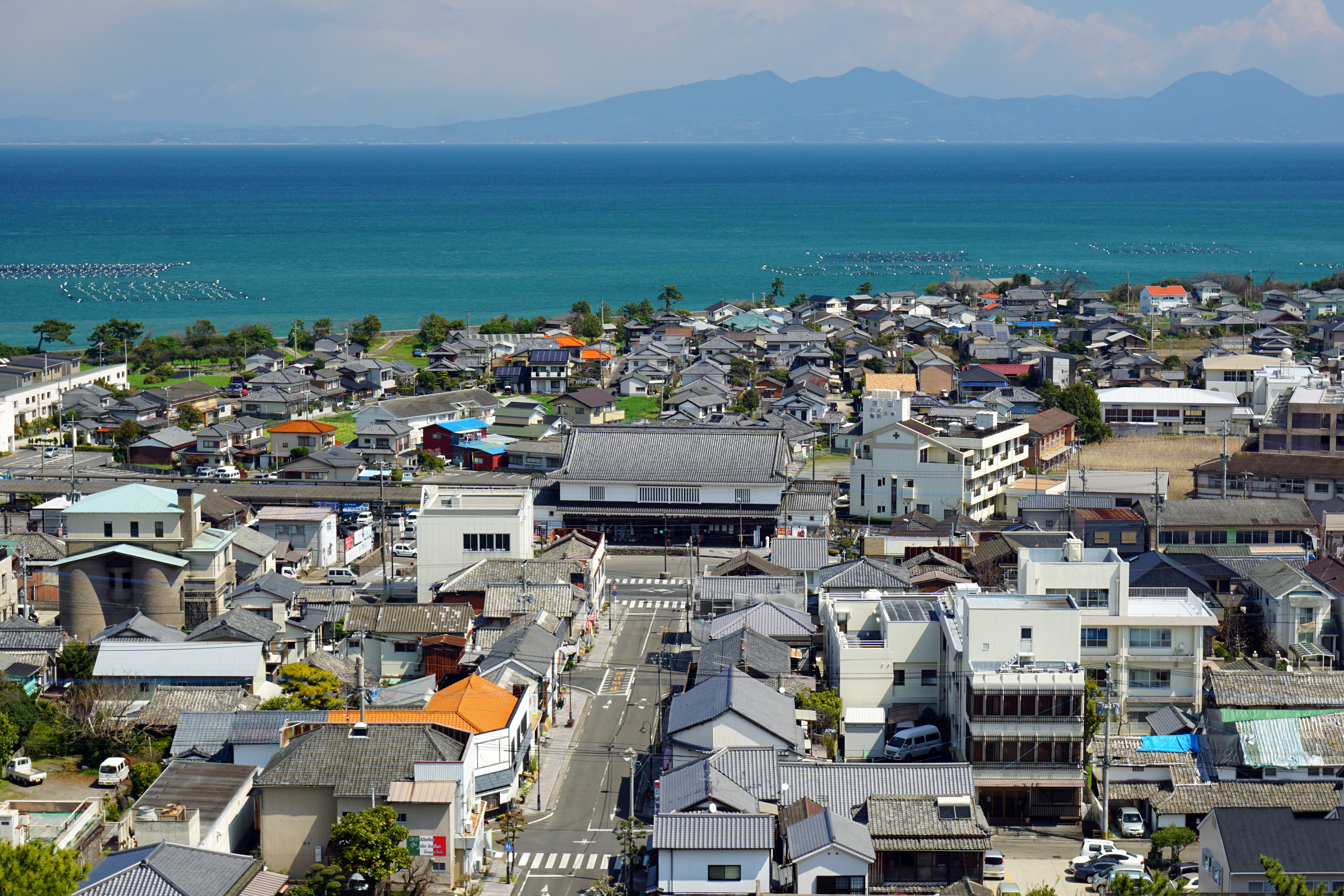
天守より東・熊本方面を臨む。2014年3月

### 石垣
島原城は防御に徹底した城であり、その特徴が幾重にも折り重なる屏風折りの石垣に顕著に表れている。石垣のラインが何度も折り案がった構造をしていることで、攻めてくる敵を攻撃できる角度が大きくできるという利点がある。

## 本丸・二の丸にある施設
- 西望記念館（巽の櫓） - 北村西望の個人美術館
- 民具資料館（丑寅の櫓）
- 観光復興記念館
- 御馬見所（国の登録有形文化財）
- 島原文化会館（二の丸） - コンサートホール

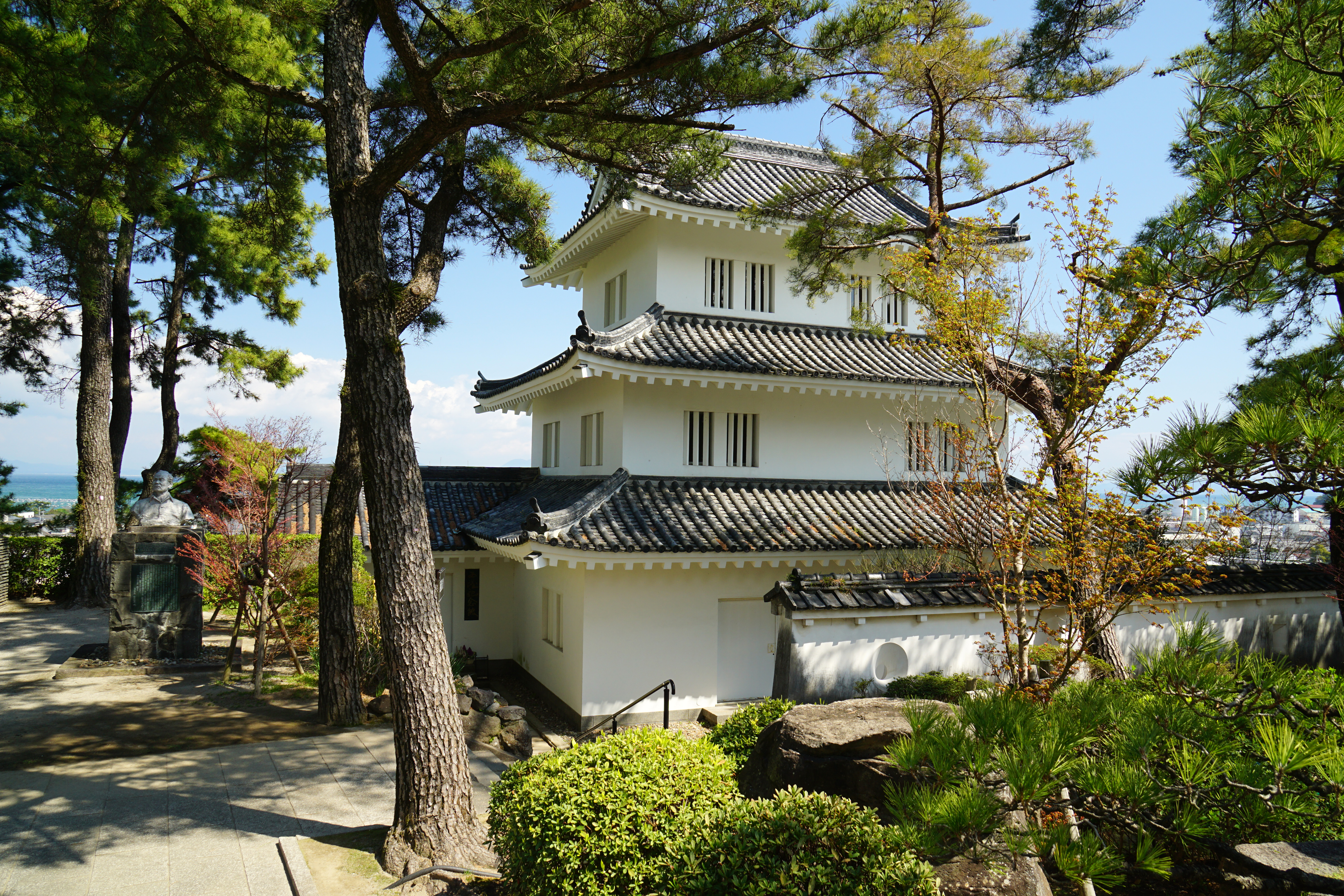
西望記念館（巽の櫓）
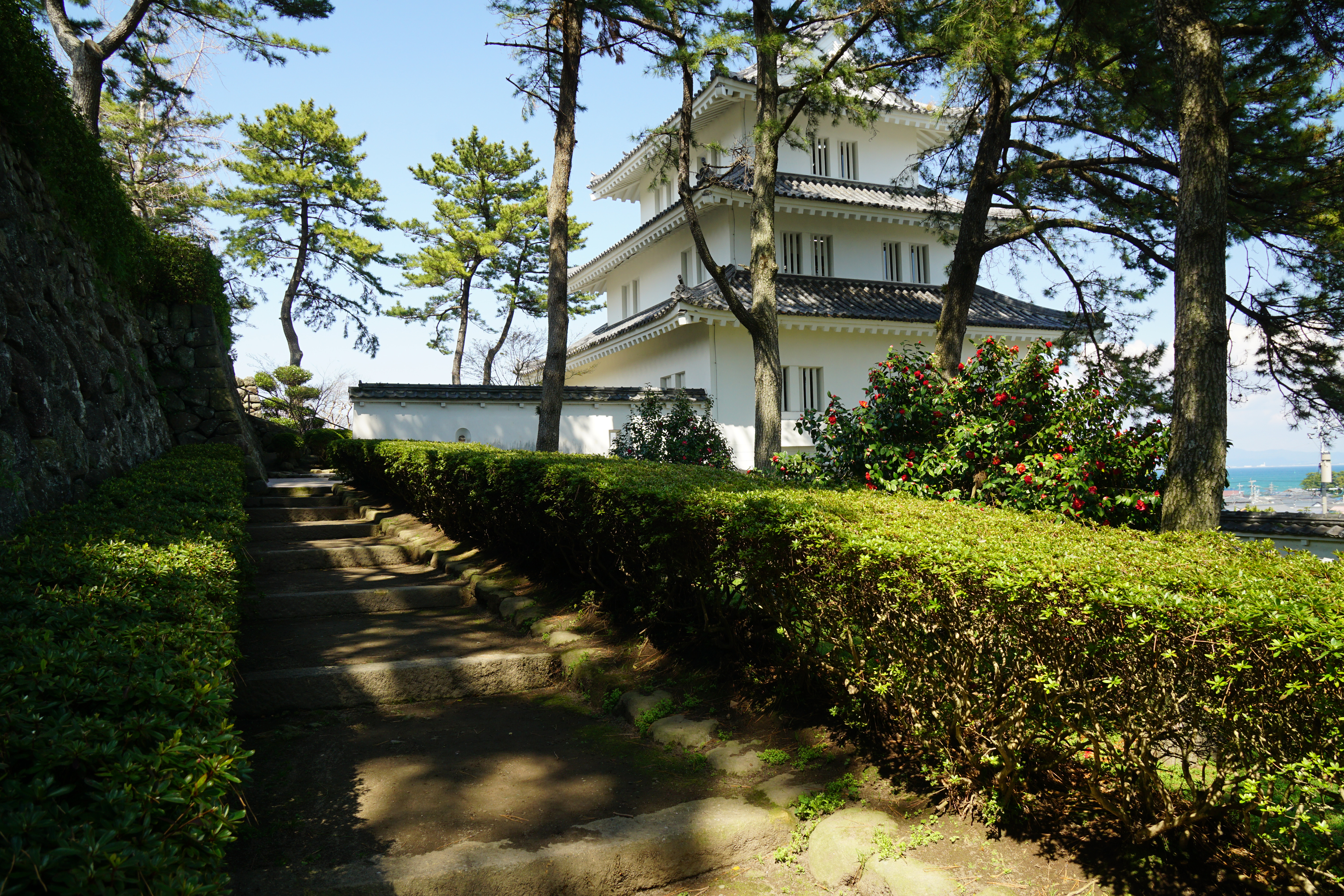
民具資料館（丑寅の櫓）
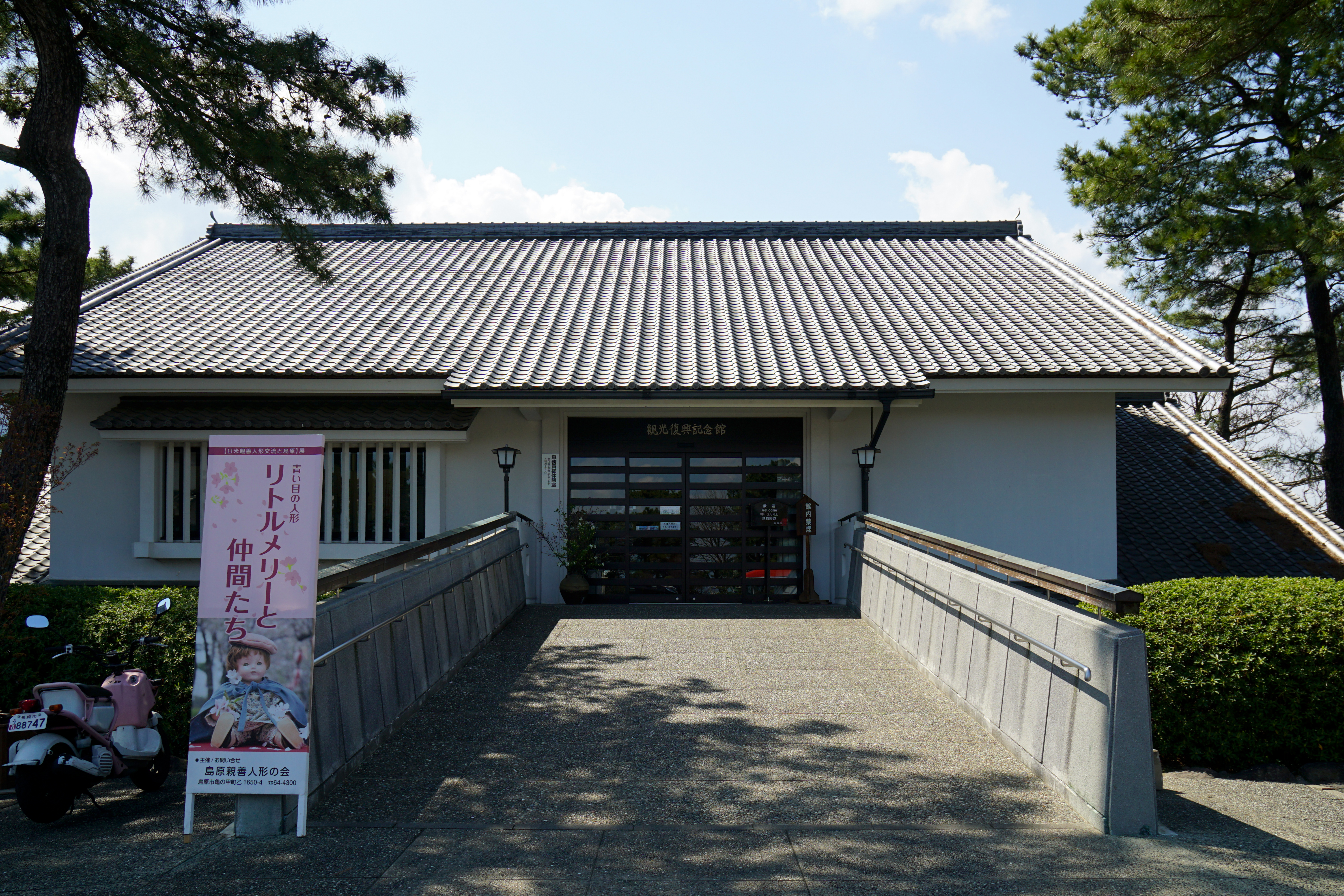
観光復興記念館
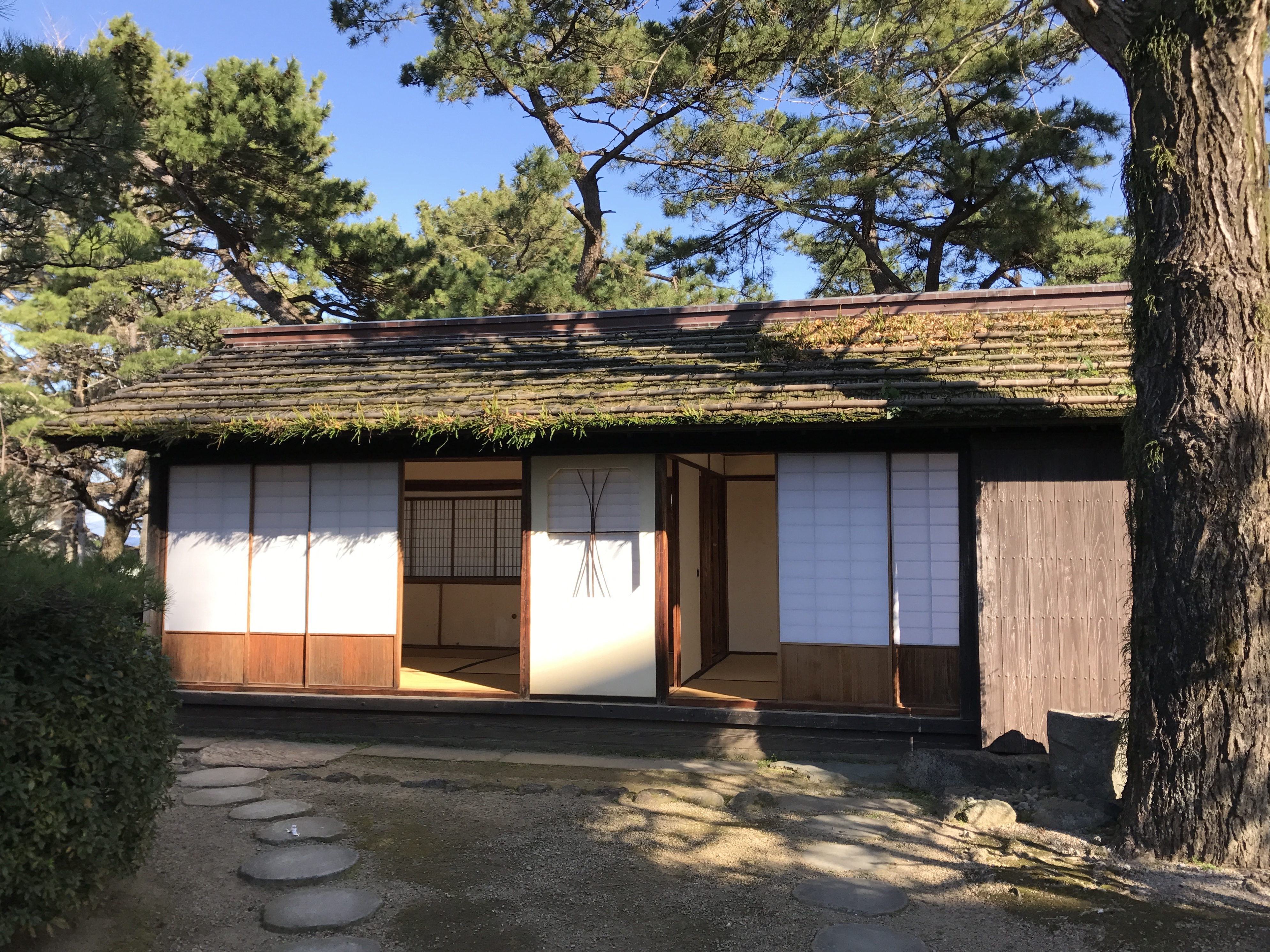
御馬見所
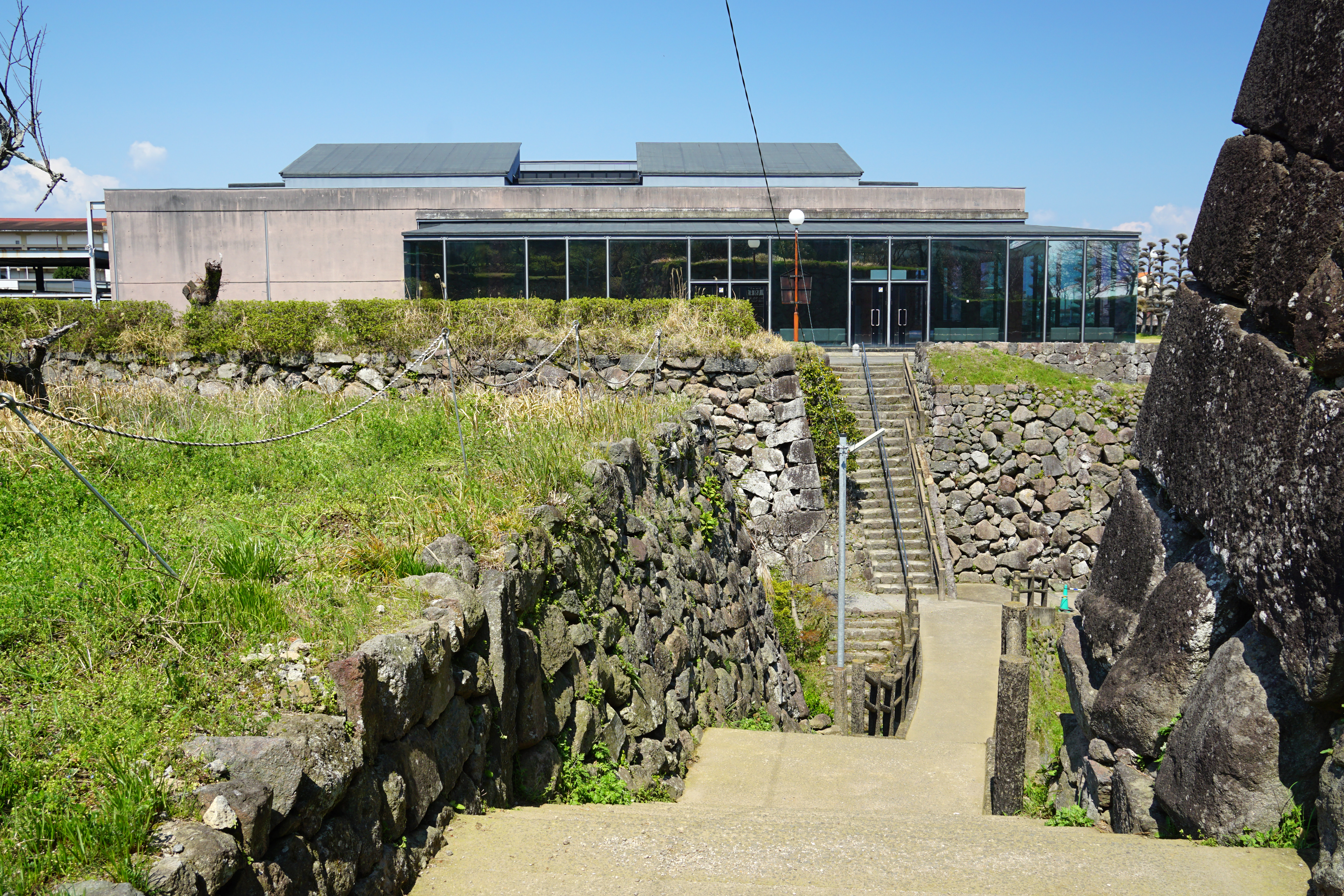
島原文化会館

## イベント
- 島原城薪能（10月）
- 不知火まつり（10月）

## 交通アクセス
- 島原鉄道 島原駅から徒歩10分
- 島原港から車で10分

## 周辺
- 島原武家屋敷街 - 武家屋敷水路、篠塚邸、山本邸、鳥田邸、さかきばら郷土史料館、時鐘楼
- 森岳商店街 - 青い理髪舘、猪原金物店、絃燈舎、森岳酒蔵、宮崎商店、佐久間邸跡（以上は国の登録有形文化財）